# Климентовка
Климентовка (баш. Климентовка) — деревня в Благоварском районе Республики Башкортостан Российской Федерации. Входит в состав Кучербаевского сельсовета. 

## География

### Географическое положение
Расстояние до:
- районного центра (Языково): 41 км,
- центра сельсовета (Старокучербаево): 9 км,
- ближайшей ж/д станции (Благовар): 61 км.

## Население
| 2002 | 2009 | 2010 |
| ---- | ---- | ---- |
| 70   | ↗206 | ↘12  |

Согласно переписи 2002 года, преобладающие национальности — башкиры (67 %), татары (29 %).